# Dyshawn Pierre
Pour les articles homonymes, voir Pierre.
Dyshawn Pierre, né le 17 novembre 1993 à Whitby, Ontario, est un joueur canadien de basket-ball. Il évolue au poste d'ailier.

## Biographie

### Carrière universitaire
Il passe ses quatre années universitaires à l'université de Dayton où il joue pour les Flyers.

### Carrière professionnelle
Le 23 juin 2016, lors de la draft 2016 de la NBA, automatiquement éligible, il n'est pas sélectionné. Il participe à la NBA Summer League 2016 d'Orlando avec les Pacers de l'Indiana. En trois matches, il a des moyennes de 1,67 point, 2,33 rebonds, 0,33 passe décisiveset 0,67 interception en 14,5 minutes par match.
Le 1er septembre 2016, il signe son premier contrat professionnel en Allemagne, avec le club Basketball Löwen Braunschweig, à Brunswick.
Après trois saisons passées en première division italienne avec le Dinamo Sassari, il s'engage en Turquie avec le Fenerbahçe SK au mois de juillet 2020 pour une saison. Une saison additionnelle est prévue dans le contrat,. Pierre réalise une bonne saison, en particulier par sa fiabilité au tir à trois points et en juin, les deux parties décident de signer un nouveau contrat pour deux saisons avec une troisième en option.

### Carrière internationale
Pierre joue pour l'équipe nationale du Canada, dans l'équipe des cadets (en 2010) et des juniors (en 2011), remportant la médaille de bronze avec des coéquipiers comme Andrew Wiggins, Kevin Pangos, Anthony Bennett et Olivier Hanlan.

## Statistiques

### Universitaires
Les statistiques en matchs universitaires de Dyshawn Pierre sont les suivantes :
| Saison    | Équipe | Matchs | Titul. | Min./m | % Tir | % 3pts | % LF | Rbds/m. | Pass/m. | Int/m. | Ctr/m. | Pts/m. |
| --------- | ------ | ------ | ------ | ------ | ----- | ------ | ---- | ------- | ------- | ------ | ------ | ------ |
| 2012-2013 | Dayton | 31     | 28     | 27,3   | 53,6  | 46,2   | 67,1 | 5,06    | 2,03    | 0,42   | 0,23   | 8,81   |
| 2013-2014 | Dayton | 37     | 37     | 26,8   | 49,5  | 40,9   | 67,6 | 5,51    | 1,62    | 0,54   | 0,35   | 11,22  |
| 2014-2015 | Dayton | 36     | 36     | 33,4   | 46,3  | 35,6   | 67,6 | 8,08    | 2,86    | 0,61   | 0,42   | 12,69  |
| 2015-2016 | Dayton | 22     | 20     | 33,2   | 44,5  | 34,7   | 84,6 | 8,45    | 2,27    | 0,59   | 0,18   | 12,64  |
| Total     | Total  | 126    | 121    | 29,9   | 48,1  | 38,4   | 70,6 | 6,65    | 2,19    | 0,54   | 0,31   | 11,29  |

## Palmarès
- Vainqueur de l'Euroligue 2024-2025 avec le Fenerbahçe
- Vainqueur de la Coupe de Turquie 2024, 2025
- Champion de Turquie en 2022 et 2024
- Second-team All-Atlantic 10 (2015)